# 日本歯科技工士会
公益社団法人日本歯科技工士会（にほんしかぎこうしかい）は、歯科技工士によって構成される社団法人。

## 概要
1955年（昭和30年）に設立され、法人の設立は1957年（昭和32年）である。歯科技工に関する啓蒙、啓発活動や歯科技工士の利益を守るための社会的活動などを行っている。歯科技工士の任意加入団体である。2021年度末で会員数は7200人である。

## 所在地
- 本部所在地　東京都新宿区市谷左内町21-5 日本歯科技工士会館